# オオウラギンスジヒョウモン
オオウラギンスジヒョウモン（大裏銀筋豹紋  Argyronome ruslana）は、チョウ目（鱗翅目）タテハチョウ科ドクチョウ亜科ヒョウモンチョウ族に属するチョウの一種。

## 概要
低地～山地にかけての草原・高原帯に広く生息する。近似種ウラギンスジヒョウモンや他のヒョウモン類と混生することが多い。本種はウラギンスジに比べ後翅裏外縁部の褐色に緑がかり、前翅先端がより突出することで区別できる。
年一化性、越冬態は幼虫または卵。食草はタチツボスミレなどの野生スミレ類。成虫は梅雨時から発生しはじめ、9月終わりごろにはいなくなる。成虫は花によく集まるが、吸水にもよく現れる。暖地では夏眠する。
他のヒョウモンと同じく、前翅表中央の翅脈が太くなり黒い鱗粉を付けるのは雄の特徴。

## 分布
関東平野・紀伊半島南部・四国南部・大隅半島を除く日本全土に分布。国外ではロシア極東・中国大陸東北部・朝鮮半島に分布する。